# 也门全国抵抗
也门全国抵抗（阿拉伯语：‎，羅馬化：Al-Muqawamat al-Wataniyah al-Yamaniyah）是前也门共和国卫队和中央安全组织成员组成的武装组织，成立于2017年12月。该组织由前也门总统阿里·阿卜杜拉·萨利赫的侄子塔里克·萨利赫指挥，效忠于国际承认的也门政府，在也门内战中对抗胡塞运动。该组织现有3000—10000名成员。